# لاو هونغ
لاو هونغ (بالصينية: 劉江) هو ممثل صيني، ولد في 27 أكتوبر 1937 في المملكة المتحدة.

## وصلات خارجية
- لاو هونغ على موقع IMDb (الإنجليزية)
- لاو هونغ على موقع قاعدة بيانات الفيلم (الإنجليزية)